# Bordes-Uchentein
Bordes-Uchentein – gmina we Francji, w regionie Oksytania, w departamencie Ariège. W 2013 roku liczba ludności wynosiła 185 mieszkańców. 
Gmina została utworzona 1 stycznia 2017 roku z połączenia dwóch ówczesnych gmin: Les Bordes-sur-Lez oraz Uchentein. Siedzibą gminy została miejscowość Les Bordes-sur-Lez.